# میکیتا کراوچنکو
میکیتا کراوچنکو (اوکراینی: Микита Якович Кравченко؛ زادهٔ ۱۴ ژوئن ۱۹۹۷) بازیکن فوتبال اهل اوکراین است.
از باشگاه‌هایی که در آن بازی کرده‌است می‌توان به باشگاه فوتبال ماریوپول و باشگاه فوتبال دینامو کی‌یف اشاره کرد.
وی همچنین در تیم ملی فوتبال زیر ۲۰ سال اوکراین بازی کرده‌است.